# Eleição municipal de São José do Rio Preto em 2016
A eleição municipal da cidade brasileira de São José do Rio Preto ocorreu em 2 de outubro de 2016 para eleger um prefeito, um vice-prefeito e 17 vereadores para a administração da cidade paulista. O prefeito titular é Valdomiro Lopes, do Partido Socialista Brasileiro (PSB). As movimentações pré-campanha ocorrem num contexto de crise política envolvendo um pedido de impeachment do segundo mandato da presidente Dilma Rousseff, do PT.
Não houve a necessidade de realizar um segundo turno, pois o eleitorado rio-pretense, assim como na eleição anterior, decidiu seu comando municipal em 1º turno, elegendo o deputado federal e ex-prefeito Edinho Araújo, do PMDB.

## Regras
No decorrer do ano de 2015, o Congresso Nacional aprovou uma reforma política, que fez consideráveis alterações na legislação eleitoral. O período oficial das campanhas eleitorais foi reduzido para 45 dias, com início em 16 de agosto, o que configurou em uma diminuição pela metade do tempo vigente até 2012. O horário político também foi reduzido, passando de 45 para 35 dias, com início em 26 de agosto. As empresas passaram a ser proibidas de financiarem campanhas, o que só poderá ser feito por pessoas físicas.
A Constituição estabeleceu uma série de requisitos para os candidatos a cargos públicos eletivos. Entre eles está a idade mínima de 21 anos para candidatos ao Executivo e 18 anos ao Legislativo, nacionalidade brasileira, pleno exercício dos direitos políticos, pelo menos um ano de domicílio eleitoral na cidade onde pretende candidatar-se, alfabetização e filiação partidária até o dia 2 de abril de 2016.
A propaganda eleitoral gratuita em São José do Rio Preto começou a ser exibida em 26 de agosto e terminou em 29 de setembro. Segundo a lei eleitoral em vigor, caso o candidato mais votado receber menos de 50% +1 dos votos, é estabelecido o sistema de dois turnos; com a existência desta hipótese, a propaganda eleitoral gratuita voltaria a ser exibida em 15 de outubro e terminaria em 28 de outubro, entretanto, assim como em 2012, a eleição municipal na cidade acabou sendo decidida já em primeiro turno.

## Definição das candidaturas
O prazo para os partidos políticos realizarem as convenções partidárias destinadas à definição de coligações e escolha dos candidatos aos cargos de prefeito, vice-prefeito e vereador iniciou em 20 de julho e encerrou no dia 05 de agosto. Já o prazo para protocolar o registro de candidatura dos escolhidos nas convenções se encerrou em 15 de agosto. Nesta eleição, seis partidos lançaram candidatos à prefeitura municipal. .

### Carlos Arnaldo (PDT)
O Partido Democrático Trabalhista realizou no dia 05 de agosto, sexta-feira, a sua convenção municipal que homologou a candidatura de Carlos Arnaldo à prefeitura de São José do Rio Preto.
Carlos de Arnaldo Silva Filho tem 57 anos, é produtor rural e advogado formado pela PUC. Foi vereador por Rio Preto entre 1993 e 2000. Tem como candidato a vice-prefeito o empresário Osni Alves. Sua chapa não formalizou aliança com nenhum outro partido.

### Daniel Carvalho (PCO)
O Partido da Causa Operária realizou no dia 05 de agosto, sexta-feira, a sua convenção municipal que homologou a candidatura de Daniel Carvalho à prefeitura de São José do Rio Preto.
Daniel Carvalho Nhani tem 36 anos, é professor da rede pública de ensino e é a primeira vez que concorre a um cargo público. O candidato a vice é Rodrigo Mantai, que também é professor. Sua chapa não formalizou aliança com nenhum outro partido.

### Edinho Araújo (PMDB)
O Partido do Movimento Democrático Brasileiro realizou no dia 30 de julho, sábado, a sua convenção municipal que homologou a candidatura de Edinho Araújo à prefeitura municipal.
Edson Coelho Araújo tem 67 anos, é deputado federal e já exerceu a prefeitura de Rio Preto de 2001 a 2008. Também já exerceu outros cargos públicos: foi prefeito de Santa Cruz do Sul entre 1977 e 1983, deputado estadual entre 1983 e 1995, e deputado federal entre 1995 e 2000, e ainda desde 2011. O candidato a vice-prefeito na chapa é o médico, professor universitário e também deputado federal Eleuses Paiva, do PSD.
A sua coligação, “Rio Preto de Coração” é formada por treze partidos: PMDB, PSD, PRB, PTB, SD, PTN, PROS, PPS, PV, PSL, PMB, PTC e PRP.

### João Paulo Rillo (PT)
O Partido dos Trabalhadores realizou no dia 05 de agosto, sexta-feira, a sua convenção municipal que homologou a candidatura de João Paulo Rillo à prefeitura de São José do Rio Preto.
João Paulo Rillo tem 39 anos, é advogado e exerce o segundo mandato como deputado estadual. Já disputou o pleito municipal em 2008 e 2012, sendo derrotado em ambas por Valdomiro Lopes. Tem como candidato a vice-prefeito o procurador de justiça e professor universitário Plínio Gentil, também do PT.
A sua coligação, "O futuro se faz agora" é composta por dois partidos: PT e PCdoB.

### Kawel Lotti (PSDC)
O Partido Social Democrata Cristão realizou no dia 23 de julho, sábado, a sua convenção municipal que homologou a candidatura de Kawel Lotti à prefeitura municipal.
Kawel Rodrigo Lotti tem 41 anos e é administrador. O candidato a vice-prefeito na chapa é o servidor público Marcelo Corrêa, do PRTB.
A sua coligação, “Dignidade e Competência” é formada por dois partidos: PSDC e PRTB.

### Orlando Bolçone (PSB)
O Partido Socialista Brasileiro realizou no dia 05 de agosto, sexta-feira, a sua convenção municipal que homologou a candidatura de Orlando Bolçone à prefeitura de São José do Rio Preto.
Orlando José Bolçone tem 67 anos, é Mestre em Economia e doutor em Ciências da Saúde. Em 1983, foi secretário de Planejamento de Rio Preto e diretor da Companhia de Desenvolvimento Habitacional e Urbano do Estado de São Paulo, a CDHU. Em 2008, disputou a eleição para prefeito da cidade pelo PPS, ficando em terceiro lugar. Em 2010, foi eleito deputado estadual, sendo reeleito em 2014. Tem como candidata a vice-prefeita advogada e atual vice-prefeita Ivani Vaz de Lima, do PSDB.
A sua coligação, "Unidos pelo bem de Rio Preto", é composta por dez partidos: PSB, PSDB, PP, PR, DEM, PSC, PHS, PTdoB, PEN e PMN.

## Candidaturas oficializadas
|  | Nº | Candidato(a) a prefeito | Candidato(a) a prefeito | Candidato(a) a vice-prefeito | Candidato(a) a vice-prefeito | Coligação | Duração da propaganda eleitoral |
|  | -- | ----------------------- | ----------------------- | ---------------------------- | ---------------------------- | --- | ------------------------------- |
|  | 12 |                         | Carlos Arnaldo (PDT)    |                              | Osni Alves (PDT)             | Partido não coligado - Partido Democrático Trabalhista (PDT) | 33 segundos                     |
|  | 29 |                         | Daniel Carvalho (PCO)   |                              | Rodrigo Mantai (PCO)         | Partido não coligado - Partido da Causa Operária (PCO) | 07 segundos                     |
|  | 15 |                         | Edinho Araújo (PMDB)    |                              | Eleuses Paiva (PSD)          | "Rio Preto de Coração" - Partido do Movimento Democrático Brasileiro (PMDB) - Partido Social Democrático (PSD) - Partido Republicano Brasileiro (PRB) - Partido Trabalhista Brasileiro (PTB) - Solidariedade (partido político) (SD) - Partido Trabalhista Nacional (PTN) - Partido Republicano da Ordem Social (PROS) - Partido Popular Socialista (PPS) - Partido Verde (PV) - Partido Social Liberal (PSL) - Partido da Mulher Brasileira (PMB) - Partido Trabalhista Cristão (PTC) - Partido Republicano Progressista (PRP) | 3 minutos e 30 segundos         |
|  | 13 |                         | João Paulo Rillo (PT)   |                              | Plínio Gentil (PT)           | "O futuro se faz agora" - Partido dos Trabalhadores (PT) - Partido Comunista do Brasil (PCdoB) | 1 minuto e 37 segundos          |
|  | 27 |                         | Kawel Lotti (PSDC)      |                              | Marcelo Corrêa (PRTB)        | "Dignidade e Competência" - Partido Social Democrata Cristão (PSDC) - Partido Renovador Trabalhista Brasileiro (PRTB) | 14 segundos                     |
|  | 40 |                         | Orlando Bolçone (PSB)   |                              | Ivani Vaz de Lima (PSDB)     | "Unidos pelo bem de Rio Preto" - Partido Socialista Brasileiro (PSB) - Partido da Social Democracia Brasileira (PSDB) - Partido Progressista (PP) - Partido da República (PR) - Democratas (DEM) - Partido Social Cristão (PSC) - Partido Humanista da Solidariedade (PHS) - Partido Trabalhista do Brasil (PTdoB) - Partido Ecológico Nacional (PEN) - Partido da Mobilização Nacional (PMN) | 3 minutos e 53 segundos         |

## Resultados

### Prefeito
| Candidato(a)           | Vice                     | 1º turno 2 de outubro de 2016 | 1º turno 2 de outubro de 2016 |
| Candidato(a)           | Vice                     | Total                         | Percentagem                   |
| ---------------------- | ------------------------ | ----------------------------- | ----------------------------- |
| Edinho Araújo (PMDB)   | Eleuses Paiva (PSD)      | 113.377                       | 52,26%                        |
| Orlando Bolçone (PSB)  | Ivani Vaz de Lima (PSDB) | 69,857                        | 32,20%                        |
| João Paulo Rillo (PT)  | Plínio Gentil (PT)       | 23.157                        | 10,67%                        |
| Carlos Arnaldo (PV)    | Osni Alves (PTN)         | 5.925                         | 2,73%                         |
| Kawel Lotti (PSDC)     | Marcelo Corrêa (PRTB)    | 4.000                         | 1,84%                         |
| Daniel Carvalho (PCO)  | Rodrigo Mantai (PCO)     | 629                           | 0,29%                         |
| Total de votos válidos | Total de votos válidos   | 216.945                       | 87,36%                        |
| → Votos em branco      | → Votos em branco        | 9.855                         | 3,97%                         |
| → Votos nulos          | → Votos nulos            | 21.540                        | 8,67%                         |
| Total                  | Total                    | 248.340                       | 77,98%                        |
| Abstenções             | Abstenções               | 70.127                        | 22,02%                        |
| Total de inscritos     | Total de inscritos       | 318.478                       | 100%                          |

| Partido | Partido | Candidato        | Votos   | Votos (%) |
| ------- | ------- | ---------------- | ------- | --------- |
|         | PMDB    | Edinho Araújo    | 113 377 | 52,26%    |
|         | PSB     | Orlando Bolçone  | 69 857  | 32,2%     |
|         | PT      | João Paulo Rillo | 23 157  | 10,67%    |
|         | PDT     | Carlos Arnaldo   | 5 925   | 2,73%     |
|         | PSDC    | Kawel Lotti      | 4 000   | 1,84%     |
|         | PCO     | Daniel Carvalho  | 629     | 0,29%     |
| Totais  | Totais  | Totais           | 216 945 |           |